# Andrea Ramírez Limón
Andrea Soraya Ramírez Limón (5 de noviembre de 1988) es una deportista mexicana especializada en atletismo. 

## Vida personal
Ramírez es licenciada en Relaciones Internacionales por el Instituto Tecnológico y de Estudios Superiores de Monterrey, grado que logró en 2015.

## Trayectoria
Mientras entrenaba por afición en la pista de su universidad, uno de sus entrenadores la motivó a competir oficialmente. Durante un tiempo Ramírez corrió diversas pruebas atléticas de manera informal, hasta que solicitó la asistencia de un maratonista profesional, Jonathan Morales Serrano. Este se negó al decirle que no entrenaba mujeres, lo que llevó a Ramírez a pedirle que lo dejara convencerlo, hecho que ocurrió tras seis meses de práctica. Morales la entrenó por dos años y medio.
La carrera de Ramírez creció cuando corrió en noviembre de 2019 un medio maratón en Monterrey, logrando un tiempo de 1:12:44, hecho que le permitía clasificar a correr el  medio maratón de Gdynia, Polonia. En esta competencia logró un tiempo de 1:10:20. En el Maratón de Houston de 2020 logró una marca de 2:29:30; en diciembre de 2020 mejoró el tiempo, logrando la marca requerida para clasificar a los Juegos Olímpicos de Tokio 2020, cuando corrió en The Marathon Project, una prueba que se realizó en Chandler, Estados Unidos, en un tiempo de 2:26:34.
Formó parte de la delegación mexicana en los Juegos Olímpicos de Tokio 2020. Participó en el maratón olímpico, mismo que no finalizó.

## Mejores marcas personales
| Mejores marcas personales                                                                             | Mejores marcas personales | Mejores marcas personales | Mejores marcas personales |
| Distancia                                                                                             | Tiempo                    | Lugar                     | Fecha                     |
| --- | ------------------------- | ------------------------- | ------------------------- |
| 1 500                                                                                                 | 4:17.34                   | Monterrey, México         | 12 de marzo de 2021       |
| 5 000                                                                                                 | 15:28.47                  | Austin, Estados Unidos    | 12 de marzo de 2021       |
| 10 000                                                                                                | 32:15.67                  | Azusa, Estados Unidos     | 17 de abril de 2021       |
| 15 km                                                                                                 | 49:15                     | Tyler, Estados Unidos     | 15 de mayo de 2021        |
| Medio maratón                                                                                         | 1:10:20                   | Gdynia, Polonia           | 17 de octubre de 2020     |
| Maratón                                                                                               | 2:26:34                   | Chandler, Estados Unidos  | 20 de diciembre de 2020   |
| Las competiciones en pista vienen indicadas en metros y las que son en ruta se indican en kilómetros. |                           |                           |                           |